# جوش هانكوك
جوش هانكوك (بالإنجليزية: Josh Hancock) هو لاعب كرة قاعدة أمريكي، (11 أبريل 1978 - 29 أبريل 2007)

## حياته
ولد في 11 أبريل 1978 في كليفلاند في الولايات المتحدة في ، وظهر لأول مرة في الدوري في 10 سبتمبر 2002

## الوفاة
توفي في 29 أبريل 2007 في سانت لويس في الولايات المتحدة بسبب حادث مرور.

## وصلات خارجية
- جوش هانكوك على موقع دوري كرة القاعدة الرئيسي (الإنجليزية)
- جوش هانكوك على موقعبيزبول رفرنس.كوم (الدوري الرئيسي) (الإنجليزية)
- جوش هانكوك على موقعبيزبول رفرنس.كوم (الدوري الثانوي) (الإنجليزية)
- جوش هانكوك على موقع إي إس بي إن.كوم (أم.أل.بي) (الإنجليزية)
- جوش هانكوك على موقع مشجعي الرسوم البيانية (الإنجليزية)